# Eccellenza Marche 2016-2017
Il campionato italiano di calcio di Eccellenza regionale 2016-2017 è il ventiseiesimo organizzato in Italia. Rappresenta il quinto livello del calcio italiano.

## Squadre partecipanti
| Club                      | Città (provincia)                                      | Stadio                                  | Stagione 2015-2016               |
| ------------------------- | ------------------------------------------------------ | --------------------------------------- | -------------------------------- |
| Atletico Gallo Colbordolo | Gallo di Petriano (PU)                                 | Stadio Papa Giovanni Paolo II           | 12° in Eccellenza Marche         |
| Biagio Nazzaro            | Chiaravalle (AN)                                       | Stadio Comunale di Chiaravalle          | 4° in Eccellenza Marche          |
| Camerano                  | Camerano (AN)                                          | Stadio Montenovo                        | 3° in Promozione Marche girone A |
| Fabriano Cerreto          | Fabriano e Cerreto d'Esi (AN)                          | Stadio Comunale di Fabriano             | 2° in Eccellenza Marche          |
| Folgore Veregra           | Falerone (FM) e Montegranaro (FM)                      | Stadio Comunale La Croce (Montegranaro) | 16° in Serie D girone F          |
| Forsempronese             | Fossombrone (PU)                                       | Stadio Comunale di Fossombrone          | 14° in Eccellenza Marche         |
| Grottammare               | Grottammare (AP)                                       | Stadio Pirani                           | 8° in Eccellenza Marche          |
| Helvia Recina             | Villa Potenza di Macerata                              | Stadio della Vittoria                   | 11° in Eccellenza Marche         |
| Loreto                    | Loreto (AN)                                            | Stadio Salvo d'Acquisto                 | 10° in Eccellenza Marche         |
| Marina                    | Marina di Montemarciano (AN)                           | Stadio Comunale di Marina               | 1° in Promozione Marche girone A |
| Montegiorgio              | Montegiorgio (FM)                                      | Stadio Giuliano Tamburrini              | 9° in Eccellenza Marche          |
| Pergolese                 | Pergola (PU)                                           | Stadio Mario Stefanelli                 | 5° in Eccellenza Marche          |
| Porto d'Ascoli            | San Benedetto del Tronto (AP) quartiere Porto d'Ascoli | Centro Sportivo Ciarrocchi              | 6° in Eccellenza Marche          |
| Sangiustese               | Monte San Giusto (MC)                                  | Stadio Comunale di Monte S. Giusto      | 1° in Promozione Marche girone B |
| Tolentino                 | Tolentino (MC)                                         | Stadio della Vittoria                   | 3° in Eccellenza Marche          |
| Urbania                   | Urbania (PU)                                           | Stadio Comunale di Urbania              | 7° in Eccellenza Marche          |

## Aggiornamenti
Furono confermate le 16 squadre partecipanti: la Folgore Veregra era stata immediatamente retrocessa dalla Serie D mentre dalla Promozione sono state promosse tre formazioni: alla Sangiustese, di ritorno per la prima volta dal 2010-11, si uniscono le debuttanti Camerano e Marina.
Il campionato vide proprio la Sangiustese riuscire a sovvertire i pronostici che davano il Fabriano Cerreto per favorito. I cartai, partiti forti, subirono un notevole calo durante la stagione mentre i rossoblu che erano partiti lentamente (alla prima giornata subirono una pesante sconfitta proprio contro i rivali biancorossoneri) riuscirono a ingranare durante la parte centrale della stagione infilando una serie di successi che li resero imprendibili. Il Fabriano Cerreto si consolò riuscendo a difendere il secondo posto e, vincendo gli spareggi regionali prima e quelli nazionali dopo, riuscì a celebrare la promozione in Serie D.
Triste fu il destino di una Folgore Veregra abbandonata dal proprietario che preferì investire sul Giulianova. La squadra fece suoi tutti i record negativi del campionato e a fine stagione scomparve dalla cartina geografica del calcio. Ai playout si salvarono Urbania e Grottammare che in stagione avevano fatto peggio delle rivali Helvia Recina e Forsempronese.

## Classifica
|  | Pos. | Squadra                   | Pt | G  | V  | N  | P  | GF | GS  | DR  |
|  | ---- | ------------------------- | -- | -- | -- | -- | -- | -- | --- | --- |
|  | 1.   | Sangiustese               | 65 | 30 | 19 | 8  | 3  | 58 | 23  | +35 |
|  | 2.   | Fabriano Cerreto          | 53 | 30 | 15 | 8  | 7  | 57 | 28  | +29 |
|  | 3.   | Loreto                    | 53 | 30 | 14 | 11 | 5  | 46 | 22  | +24 |
|  | 4.   | Atletico Gallo Colbordolo | 53 | 30 | 14 | 11 | 5  | 46 | 23  | +23 |
|  | 5.   | Biagio Nazzaro            | 52 | 30 | 14 | 10 | 6  | 35 | 27  | +8  |
|  | 6.   | Tolentino                 | 51 | 30 | 15 | 6  | 9  | 43 | 33  | +10 |
|  | 7.   | Porto d'Ascoli            | 49 | 30 | 13 | 10 | 7  | 37 | 25  | +12 |
|  | 8.   | Montegiorgio              | 45 | 30 | 13 | 6  | 11 | 45 | 34  | +11 |
|  | 9.   | Camerano                  | 36 | 30 | 9  | 9  | 12 | 38 | 47  | -9  |
|  | 10.  | Marina                    | 36 | 30 | 8  | 12 | 10 | 33 | 35  | -2  |
|  | 11.  | Pergolese                 | 35 | 30 | 9  | 8  | 13 | 27 | 32  | -5  |
|  | 12.  | Forsempronese             | 35 | 30 | 9  | 8  | 13 | 43 | 48  | -5  |
|  | 13.  | Helvia Recina             | 33 | 30 | 8  | 9  | 13 | 30 | 49  | -19 |
|  | 14.  | Urbania                   | 30 | 30 | 7  | 9  | 14 | 35 | 40  | -5  |
|  | 15.  | Grottammare               | 27 | 30 | 6  | 9  | 15 | 24 | 36  | -12 |
|  | 16.  | Folgore Veregra           | 0  | 30 | 0  | 0  | 30 | 11 | 106 | -95 |

Legenda
      Promossa in Serie D 2017-2018.
      Ammessa ai play-off nazionali.
      Retrocessa in Promozione 2017-2018 dopo i play-out.
      Retrocessa in Promozione 2017-2018.

## Risultati

### Calendario
| Andata (1ª) | Andata (1ª) | 1ª giornata                   | Ritorno (16ª) | Ritorno (16ª) |
|             |             |                               |               |               |
| 4 set.      | 1-2         | Camerano-Montegiorgio         | 0-2           | 18 dic.       |
| 4 set.      | 3-0         | Fabriano Cerreto-Sangiustese  | 0-2           | 18 dic.       |
| 4 set.      | 2-0         | Grottammare-Folgore Veregra   | 3-0           | 18 dic.       |
| 4 set.      | 0-1         | Helvia Recina-Atletico G.C.   | 3-1           | 18 dic.       |
| 4 set.      | 1-1         | Loreto-Forsempronese          | 2-0           | 18 dic.       |
| 4 set.      | 2-1         | Porto d'Ascoli-Biagio Nazzaro | 0-0           | 18 dic.       |
| 4 set.      | 0-0         | Tolentino-Marina              | 3-2           | 18 dic.       |
| 4 set.      | 1-0         | Urbania-Pergolese             | 1-1           | 18 dic.       |

| Andata (2ª) | Andata (2ª) | 2ª giornata                    | Ritorno (17ª) | Ritorno (17ª) |
|             |             |                                |               |               |
| 11 set.     | 0-0         | Atletico G.C.-Loreto           | 0-1           | 8 gen.        |
| 11 set.     | 3-2         | Biagio Nazzaro-Grottammare     | 0-0           | 8 gen.        |
| 11 set.     | 1-3         | Folgore Veregra-Helvia Recina  | 0-2           | 8 gen.        |
| 11 set.     | 1-5         | Forsempronese-Fabriano Cerreto | 1-2           | 8 gen.        |
| 11 set.     | 2-1         | Marina-Porto d'Ascoli          | 0-0           | 8 gen.        |
| 11 set.     | 1-1         | Montegiorgio-Urbania           | 0-2           | 8 gen.        |
| 11 set.     | 0-1         | Pergolese-Tolentino            | 0-1           | 8 gen.        |
| 11 set.     | 5-2         | Sangiustese-Camerano           | 2-1           | 8 gen.        |

| Andata (3ª) | Andata (3ª) | 3ª giornata                    | Ritorno (18ª) | Ritorno (18ª) |
|             |             |                                |               |               |
| 18 set.     | 3-0         | Atletico G.C.-Forsempronese    | 1-1           | 15 gen.       |
| 18 set.     | 2-0         | Camerano-Marina                | 1-3           | 15 gen.       |
| 18 set.     | 3-1         | Fabriano Cerreto-Pergolese     | 1-2           | 15 gen.       |
| 18 set.     | 0-0         | Helvia Recina-Sangiustese      | 2-5           | 15 gen.       |
| 18 set.     | 2-2         | Loreto-Montegiorgio            | 0-1           | 15 gen.       |
| 18 set.     | 2-0         | Porto d'Ascoli-Folgore Veregra | 3-1           | 15 gen.       |
| 18 set.     | 1-1         | Tolentino-Grottammare          | 0-0           | 15 gen.       |
| 18 set.     | 1-2         | Urbania-Biagio Nazzaro         | 3-0           | 15 gen.       |

| Andata (4ª) | Andata (4ª) | 4ª giornata                   | Ritorno (19ª) | Ritorno (19ª) |
|             |             |                               |               |               |
| 25 set.     | 1-0         | Biagio Nazzaro-Tolentino      | 2-1           | 22 gen.       |
| 25 set.     | 0-5         | Folgore Veregra-Atletico G.C. | 1-5           | 22 gen.       |
| 25 set.     | 1-2         | Forsempronese-Helvia Recina   | 2-3           | 22 gen.       |
| 25 set.     | 0-2         | Grottammare-Porto d'Ascoli    | 0-3           | 22 gen.       |
| 25 set.     | 2-0         | Marina-Urbania                | 0-0           | 22 gen.       |
| 25 set.     | 0-1         | Montegiorgio-Fabriano Cerreto | 1-2           | 22 gen.       |
| 25 set.     | 1-2         | Pergolese-Camerano            | 1-2           | 22 gen.       |
| 25 set.     | 2-2         | Sangiustese-Loreto            | 1-2           | 22 gen.       |

| Andata (5ª) | Andata (5ª) | 5ª giornata                     | Ritorno (20ª) | Ritorno (20ª) |
|             |             |                                 |               |               |
| 2 ott.      | 1-0         | Atletico G.C.-Montegiorgio      | 2-1           | 29 gen.       |
| 2 ott.      | 1-0         | Camerano-Grottammare            | 0-0           | 29 gen.       |
| 2 ott.      | 1-1         | Fabriano Cerreto-Biagio Nazzaro | 0-0           | 29 gen.       |
| 2 ott.      | 0-0         | Forsempronese-Sangiustese       | 1-3           | 29 gen.       |
| 2 ott.      | 0-0         | Helvia Recina-Pergolese         | 0-0           | 29 gen.       |
| 2 ott.      | 0-0         | Loreto-Marina                   | 0-0           | 29 gen.       |
| 2 ott.      | 3-1         | Tolentino-Folgore Veregra       | 5-0           | 29 gen.       |
| 2 ott.      | 0-0         | Urbania-Porto d'Ascoli          | 1-1           | 29 gen.       |

| Andata (6ª) | Andata (6ª) | 6ª giornata                   | Ritorno (21ª) | Ritorno (21ª) |
|             |             |                               |               |               |
| 9 ott.      | 1-1         | Biagio Nazzaro-Camerano       | 3-1           | 5 feb.        |
| 9 ott.      | 1-2         | Folgore Veregra-Forsempronese | 0-7           | 5 feb.        |
| 9 ott.      | 1-0         | Grottammare-Urbania           | 0-1           | 5 feb.        |
| 9 ott.      | 2-4         | Marina-Fabriano Cerreto       | 0-2           | 5 feb.        |
| 9 ott.      | 4-1         | Montegiorgio-Helvia Recina    | 3-0           | 5 feb.        |
| 9 ott.      | 2-1         | Pergolese-Loreto              | 0-0           | 5 feb.        |
| 9 ott.      | 1-2         | Porto d'Ascoli-Tolentino      | 1-3           | 5 feb.        |
| 9 ott.      | 1-0         | Sangiustese-Atletico G.C.     | 1-1           | 5 feb.        |

| Andata (7ª) | Andata (7ª) | 7ª giornata                     | Ritorno (22ª) | Ritorno (22ª) |
|             |             |                                 |               |               |
| 16 ott.     | 1-1         | Atletico G.C.-Marina            | 1-1           | 12 feb.       |
| 16 ott.     | 2-2         | Camerano-Tolentino              | 0-0           | 12 feb.       |
| 16 ott.     | 0-1         | Fabriano Cerreto-Porto d'Ascoli | 0-2           | 12 feb.       |
| 16 ott.     | 1-1         | Forsempronese-Pergolese         | 0-4           | 12 feb.       |
| 16 ott.     | 1-1         | Helvia Recina-Biagio Nazzaro    | 0-2           | 12 feb.       |
| 16 ott.     | 2-1         | Loreto-Grottmmare               | 1-0           | 12 feb.       |
| 16 ott.     | 1-0         | Sangiustese-Montegiorgio        | 2-1           | 12 feb.       |
| 16 ott.     | 5-0         | Urbania-Folgore Veregra         | 4-1           | 12 feb.       |

| Andata (8ª) | Andata (8ª) | 8ª giornata                  | Ritorno (23ª) | Ritorno (23ª) |
|             |             |                              |               |               |
| 23 ott.     | 1-0         | Biagio Nazzaro-Loreto        | 0-2           | 19 feb.       |
| 23 ott.     | 0-4         | Folgore Veregra-Sangiustese  | 1-2           | 19 feb.       |
| 23 ott.     | 0-3         | Grottammare-Fabriano Cerreto | 1-3           | 19 feb.       |
| 23 ott.     | 1-0         | Marina-Helvia Recina         | 2-2           | 19 feb.       |
| 23 ott.     | 2-1         | Montegiorgio-Forsempronese   | 2-3           | 19 feb.       |
| 23 ott.     | 0-1         | Pergolese-Atletico G.C.      | 0-3           | 19 feb.       |
| 23 ott.     | 3-2         | Porto d'Ascoli-Camerano      | 2-2           | 19 feb.       |
| 23 ott.     | 2-1         | Tolentino-Urbania            | 1-3           | 19 feb.       |

| Andata (9ª) | Andata (9ª) | 9ª giornata                  | Ritorno (24ª) | Ritorno (24ª) |
|             |             |                              |               |               |
| 30 ott.     | 0-0         | Atletico G.C.-Grottammare    | 0-0           | 26 feb.       |
| 30 ott.     | 2-1         | Camerano-Folgore Veregra     | 2-0           | 26 feb.       |
| 30 ott.     | 4-0         | Fabriano Cerreto-Urbania     | 0-0           | 26 feb.       |
| 30 ott.     | 1-1         | Forsempronese-Biagio Nazzaro | 2-2           | 26 feb.       |
| 30 ott.     | 1-3         | Helvia Recina-Porto d'Ascoli | 0-1           | 26 feb.       |
| 30 ott.     | 1-0         | Loreto-Tolentino             | 2-1           | 26 feb.       |
| 30 ott.     | 3-1         | Montegiorgio-Pergolese       | 2-0           | 26 feb.       |
| 30 ott.     | 0-1         | Sangiustese-Marina           | 5-2           | 26 feb.       |

| Andata (10ª) | Andata (10ª) | 10ª giornata                 | Ritorno (25ª) | Ritorno (25ª) |
|              |              |                              |               |               |
| 6 nov.       | 1-1          | Biagio Nazzaro-Atletico G.C. | 2-0           | 5 mar.        |
| 6 nov.       | 0-3          | Folgore Veregra-Montegiorgio | 1-3           | 5 mar.        |
| 6 nov.       | 0-1          | Grottammare-Helvia Recina    | 4-0           | 5 mar.        |
| 6 nov.       | 2-1          | Marina-Forsempronese         | 1-2           | 5 mar.        |
| 6 nov.       | 0-0          | Pergolese-Sangiustese        | 0-3           | 5 mar.        |
| 6 nov.       | 2-0          | Porto d'Ascoli-Loreto        | 1-1           | 5 mar.        |
| 6 nov.       | 1-0          | Tolentino-Fabriano Cerreto   | 1-0           | 5 mar.        |
| 6 nov.       | 1-2          | Urbania-Camerano             | 1-3           | 5 mar.        |

| Andata (11ª) | Andata (11ª) | 11ª giornata                     | Ritorno (26ª) | Ritorno (26ª) |
|              |              |                                  |               |               |
| 13 nov.      | 2-0          | Atletico G.C.-Tolentino          | 1-2           | 19 mar.       |
| 13 nov.      | 5-1          | Fabriano Cerreto-Folgore Veregra | 5-0           | 19 mar.       |
| 13 nov.      | 0-1          | Forsempronese-Porto d'Ascoli     | 0-0           | 19 mar.       |
| 13 nov.      | 3-1          | Helvia Recina-Urbania            | 2-2           | 19 mar.       |
| 13 nov.      | 3-0          | Loreto-Camerano                  | 1-1           | 19 mar.       |
| 13 nov.      | 0-1          | Montegiorgio-Biagio Nazzaro      | 1-1           | 19 mar.       |
| 13 nov.      | 1-1          | Pergolese-Marina                 | 1-0           | 19 mar.       |
| 13 nov.      | 1-0          | Sangiustese-Grottammare          | 3-0           | 19 mar.       |

| Andata (12ª) | Andata (12ª) | 12ª giornata                 | Ritorno (27ª) | Ritorno (27ª) |
|              |              |                              |               |               |
| 20 nov.      | 0-2          | Biagio Nazzaro-Sangiustese   | 0-4           | 26 mar.       |
| 20 nov.      | 1-4          | Camerano-Fabriano Cerreto    | 1-1           | 26 mar.       |
| 20 nov.      | 1-3          | Folgore Veregra-Pergolese    | 0-3           | 26 mar.       |
| 20 nov.      | 1-4          | Grottammare-Forsempronese    | 2-3           | 26 mar.       |
| 20 nov.      | 0-0          | Marina-Montegiorgio          | 1-3           | 26 mar.       |
| 20 nov.      | 1-1          | Porto d'Ascoli-Atletico G.C. | 0-2           | 26 mar.       |
| 20 nov.      | 1-0          | Tolentino-Helvia Recina      | 3-0           | 26 mar.       |
| 20 nov.      | 0-1          | Urbania-Loreto               | 1-2           | 26 mar.       |

| Andata (13ª) | Andata (13ª) | 13ª giornata               | Ritorno (28ª) | Ritorno (28ª) |
|              |              |                            |               |               |
| 27 nov.      | 2-1          | Atletico G.C.-Urbania      | 3-1           | 2 apr.        |
| 27 nov.      | 1-2          | Forsempronese-Tolentino    | 1-2           | 2 apr.        |
| 27 nov.      | 0-3          | Helvia Recina-Camerano     | 1-1           | 2 apr.        |
| 27 nov.      | 1-2          | Loreto-Fabriano Cerreto    | 2-2           | 2 apr.        |
| 27 nov.      | 4-0          | Marina-Folgore Veregra     | 4-0           | 2 apr.        |
| 27 nov.      | 0-0          | Montegiorgio-Grottammare   | 2-3           | 2 apr.        |
| 27 nov.      | 0-1          | Pergolese-Biagio Nazzaro   | 1-0           | 2 apr.        |
| 27 nov.      | 1-0          | Sangiustese-Porto d'Ascoli | 0-0           | 2 apr.        |

| Andata (14ª) | Andata (14ª) | 14ª giornata                   | Ritorno (29ª) | Ritorno (29ª) |
|              |              |                                |               |               |
| 4 dic.       | 2-0          | Biagio Nazzaro-Folgore Veregra | 2-0           | 19 apr.       |
| 4 dic.       | 1-1          | Camerano-Forsempronese         | 0-1           | 19 apr.       |
| 4 dic.       | 2-2          | Fabriano Cerreto-Atletico G.C. | 1-1           | 19 apr.       |
| 4 dic.       | 1-1          | Grottammare-Marina             | 0-0           | 19 apr.       |
| 4 dic.       | 1-1          | Loreto-Helvia Recina           | 4-0           | 19 apr.       |
| 4 dic.       | 0-0          | Porto d'Ascoli-Pergolese       | 1-3           | 19 apr.       |
| 4 dic.       | 0-1          | Tolentino-Montegiorgio         | 3-3           | 19 apr.       |
| 4 dic.       | 0-0          | Urbania-Sangiustese            | 2-2           | 19 apr.       |

| \| Andata (15ª) \| Andata (15ª) \| 15ª giornata \| Ritorno (30ª) \| Ritorno (30ª) \| \| \| \| \| \| \| \| 11 dic. \| 3-0 \| Atletico G.C.-Camerano \| 2-1 \| 23 apr. \| \| 11 dic. \| 0-5 \| Folgore Veregra-Loreto \| 0-6 \| 23 apr. \| \| 11 dic. \| 2-1 \| Forsempronese-Urbania \| 2-0 \| 23 apr. \| \| 11 dic. \| 0-0 \| Helvia Recina-Fabriano Cerreto \| 2-1 \| 23 apr. \| \| 11 dic. \| 0-3 \| Marina-Biagio Nazzaro \| 0-1 \| 23 apr. \| \| 11 dic. \| 2-0 \| Montegiorgio-Porto d'Ascoli \| 0-3 \| 23 apr. \| \| 11 dic. \| 0-2 \| Pergolese-Grottammare \| 1-0 \| 23 apr. \| \| 11 dic. \| 4-1 \| Sangiustese-Tolentino \| 2-1 \| 23 apr. \| |              |                                |               |               |
| Andata (15ª) | Andata (15ª) | 15ª giornata                   | Ritorno (30ª) | Ritorno (30ª) |
| |              |                                |               |               |
| 11 dic. | 3-0          | Atletico G.C.-Camerano         | 2-1           | 23 apr.       |
| 11 dic. | 0-5          | Folgore Veregra-Loreto         | 0-6           | 23 apr.       |
| 11 dic. | 2-1          | Forsempronese-Urbania          | 2-0           | 23 apr.       |
| 11 dic. | 0-0          | Helvia Recina-Fabriano Cerreto | 2-1           | 23 apr.       |
| 11 dic. | 0-3          | Marina-Biagio Nazzaro          | 0-1           | 23 apr.       |
| 11 dic. | 2-0          | Montegiorgio-Porto d'Ascoli    | 0-3           | 23 apr.       |
| 11 dic. | 0-2          | Pergolese-Grottammare          | 1-0           | 23 apr.       |
| 11 dic. | 4-1          | Sangiustese-Tolentino          | 2-1           | 23 apr.       |

## Spareggi

### Play-off
Le semifinali sono state disputate il 30 aprile 2017. La finale ha avuto luogo il 7 maggio 2017.

#### Semifinali
| Squadra 1        | Risultato | Squadra 2                 |
| ---------------- | --------- | ------------------------- |
| Fabriano Cerreto | 1 - 0     | Biagio Nazzaro            |
| Loreto           | 3 - 1     | Atletico Gallo Colbordolo |

#### Finale
| Squadra 1        | Risultato | Squadra 2 |
| ---------------- | --------- | --------- |
| Fabriano Cerreto | 1 - 0     | Loreto    |

### Play-out
I play-out si sono disputati il 7 maggio 2017.
| Squadra 1     | Risultato     | Squadra 2   |
| ------------- | ------------- | ----------- |
| Forsempronese | 1 - 2 (d.t.s) | Grottammare |
| Helvia Recina | 1 - 2         | Urbania     |

## Verdetti finali
- Sangiustese e Fabriano Cerreto (dopo i play-off) promossi in Serie D 2017-2018.
- Forsempronese retrocessa e poi ripescata in Eccellenza a completamento degli organici.
- Helvia Recina (dopo i play-out) e Folgore Veregra retrocessi in Promozione 2017-2018.
- Folgore Veregra sciolta in estate per fallimento societario